# جماز بن منصور
هو جماز بن منصور بن جماز بن شيحة آل مهنا الحسيني الهاشمي، أحد أمراء إمارة آل مهنا. ولد ونشأ في أسرة تتناوب إمارة المدينة المنورة وتتنافس عليها أحياناً، لذلك سعى لتوليها عند السلطان المملوكي الناصر بن قلاوون الذي كان يعين أمراء المدينة، ونجح في استصدار مرسوم بتعيينه مكان سلفه الأمير مانع بن علي بن جماز وذلك في بداية سنة 759هـ. كان عظيم الهيبة، ظاهر الجبروت، شديداً في أحكامه، دامت ولايته 8 أشهر وعدة أيام حتى قتل أواخر عام 759 هـ. وصف بأنه كان خليقاً بالملك، شهماً، شجاعاً، وافر الحرمة، ودانت له البادية والحاضرة.

## وصلات خارجية
مركز بحوث ودرسات المدينة المنورة